# Virvelström

Virvelströmmar (EMK) använda för bromsverkan. Strömmarna bildar slutna banor i plan vinkelräta mot magnetfältet

Virvelström  (även kallad Foucaults ström) förekommer, i enlighet med Faradays lag, där ett elektriskt ledande material, till exempel en metall, utsätts för varierande magnetiska fält. Den franske fysikern Léon Foucault (1819–1868) upptäckte att dessa inducerade strömmar var orsaken till värmeutveckling. Virvelströmmar kan utnyttjas till induktionshällar, bromsar, metallsortering, metalldetektorer, skärmning med mera. De förorsakar värmeförluster i elektriska motorer och transformatorer samt stör satellitbanor.
För att motverka virvelströmmar i transformatorkärnor byggs dessa upp i lager, med till exempel isolerande oxidskikt mellan varje laminat. Alternativet, att använda material med låg konduktivitet men hög permeabilitet som i ferritkärnor, leder till att den ohmska upphettningen av kärnan blir avsevärd. Denna teknik används för att smälta metall.
Virvelströmmar används även för icke-förstörande materialprovning. Metoden kan bland annat användas för att mäta ett materials eller skikts tjocklek och även för att hitta sprickor i elektriskt ledande material.

## Historik
Den första personen att observera virvelströmmar var François Arago (1786–1853), presidenten för ministerrådet i Andra franska republiken under den korta perioden 10 maj till 24 juni 1848 (motsvarande den franska premiärministerns nuvarande position), som också var matematiker, fysiker och astronom. År 1824 observerade han vad som har kallats rotationsmagnetism, och att de flesta ledande kroppar kunde magnetiseras. Dessa upptäckter fullbordades och förklarades av Michael Faraday (1791–1867).
År 1834 angav Emil Lenz Lenz lag, som säger att riktningen för inducerad strömflöde i ett objekt kommer att vara sådan att dess magnetfält kommer att motverka förändringen av magnetiskt flöde som orsakade strömflödet. Virvelströmmar producerar ett sekundärt fält som tar bort en del av det yttre fältet och gör att en del av det externa flödet undviker ledaren.
Den franske fysikern Léon Foucault (1819–1868) tillskrivs att ha upptäckt virvelströmmar. I september 1855 upptäckte han att kraften som krävs för att rotera en kopparskiva blir större när den får den att rotera med sin kant mellan polerna på en magnet, samtidigt som skivan värms upp av virvelströmmen som induceras i metall. Den första användningen av virvelström för oförstörande testning inträffade 1879 när David E. Hughes använde principerna för att utföra metallurgiska sorteringstester.

## Egenskaper

Virvelströmmar (I, röd) inducerade i en ledande metallplatta (C) när den rör sig till höger under en magnet (N). Magnetfältet (B, grön) riktas ner genom plattan. Magnetfältets Lorentzkraft på elektronerna i metallen inducerar en sidoström under magneten. Det magnetiska fältet, som verkar på de i sidled rörliga elektronerna, skapar en Lorentzkraft motsatt skivans hastighet, som fungerar som en dragkraft på skivan. De blå pilarna är motmagnetiska fält som genereras av laddningarnas cirkulära rörelse.

Krafter på en elektron i metallplåten under magneten, som förklarar varifrån dragkraften på plåten kommer. Den röda pricken e_{1} visar en ledningselektron i arket direkt efter att den har genomgått en kollision med en atom, och e_{2} visar samma elektron efter att den har accelererats av magnetfältet. Vid e_{1} har elektronen i genomsnitt samma hastighet som skivan (v, svart pil) i +x-riktningen. Magnetfältet (B, grön pil) för magnetens nordpol N är riktat nedåt i -y-riktningen. Magnetfältet utövar en Lorentzkraft på elektronen (rosa pilen) av F_{1} = − e(v × B), där e är elektronens laddning. Eftersom elektronen har en negativ laddning är denna från högerregeln riktad i +z-riktningen. Vid e_{2} ger denna kraft elektronen en hastighetskomponent i sidled (v_{2}, svart pil) Det magnetiska fältet som verkar på denna sidohastighet utövar sedan en Lorentzkraft på partikeln av F_{2} = -e(v_{2} × B). Från högerregeln är detta riktat i -x -riktningen, motsatt plåtens hastighet v. Denna kraft accelererar elektronen och ger den en hastighetskomponent motsatt skivan. Kollisioner av dessa elektroner med atomerna i skivan utövar en dragkraft på skivan.

Virvelströmsbroms. Den nordliga magnetiska poldelen (överst) på denna ritning visas längre bort från skivan än söder, bara för att lämna utrymme för visa strömmarna. I en verklig virvelströmsbroms är poldelarna placerade så nära skivan som möjligt.

Virvelströmmar i ledare med resistivitet som inte är noll genererar värme såväl som elektromagnetiska krafter. Värmen kan användas för induktionsvärme. De elektromagnetiska krafterna kan användas för att levitera, skapa rörelse eller för att ge en stark bromseffekt. Virvelströmmar kan också ha oönskade effekter, till exempel effektbortfall i transformatorer. I denna tillämpning minimeras de med tunna plattor, genom laminering av ledare eller andra detaljer av ledarens form.
Självinducerade virvelströmmar är orsak till hudeffekten i ledare. Den senare kan användas för oförstörande provning av material för geometriska egenskaper, som mikrosprickor. En liknande effekt är närhetseffekten, som orsakas av externt inducerade virvelströmmar.
Ett objekt eller en del av ett objekt upplever en stabil fältintensitet och riktning där det fortfarande finns relativ rörelse mellan fältet och objektet (till exempel i mitten av fältet i diagrammet), eller ostadiga fält där strömmarna inte kan cirkulera på grund av ledarens geometri. I dessa situationer samlas laddningar på eller inom objektet och dessa laddningar producerar sedan statiska elektriska potentialer som motverkar ytterligare ström. Strömmar kan initialt förknippas med skapandet av statiska potentialer, men dessa kan vara övergående och små.

(vänster) Virvelströmmar (I, röd) i en solid järntransformatorkärna. (höger) Att göra kärnan av tunna lamineringar parallellt med fältet (B, grön) med isolering (C) mellan dem minskar virvelströmmarna. Även om fältet och strömmarna visas i en riktning, ändrar de faktiskt riktningen med växelströmmen i transformatorlindningen.

Virvelströmmar genererar resistiva förluster som omvandlar vissa former av energi, såsom kinetisk energi, till värme. Denna Jouleuppvärmning minskar effektiviteten hos transformatorer med järnkärna och elmotorer och andra enheter som använder föränderliga magnetfält. Virvelströmmar minimeras i dessa enheter genom att välja magnetiska kärnmaterial som har låg elektrisk ledningsförmåga (till exempel ferriter eller järnpulver blandat med harts) eller genom att använda tunna ark av magnetiskt material, så kallade lamineringar. Elektroner kan inte passera det isolerande gapet mellan lamineringarna och kan därför inte cirkulera i breda bågar. Laddningar samlas vid lamineringsgränserna i en process som är analog med Halleffekten och producerar elektriska fält som motverkar ytterligare ackumulering av laddning och därmed undertrycker virvelströmmarna. Ju kortare avståndet är mellan intilliggande lamineringar (det vill säga ju större antal lamineringar per ytenhet, vinkelrätt mot det applicerade fältet), desto större dämpning av virvelströmmar. 
Omvandlingen av ingående energi till värme är dock inte alltid oönskad, eftersom det finns några praktiska tillämpningar. Den ena sitter i bromsarna på vissa tåg som kallas virvelströmsbromsar. Vid inbromsning utsätts metallhjulen för ett magnetfält från en elektromagnet, vilket genererar virvelströmmar i hjulen. Denna virvelström bildas av hjulens rörelse och enligt Lenz' lag kommer magnetfältet som bildas av virvelströmmen att motsätta sig dess orsak. Således kommer hjulet att möta en kraft som motverkar den initiala rörelsen av hjulet. Ju snabbare hjulen snurrar, desto starkare blir effekten, vilket innebär att när tåget saktar ner minskas bromskraften, vilket ger en mjuk stopprörelse.
Induktionsuppvärmning använder sig av virvelströmmar för att ge uppvärmning av metallföremål.